# Arthraxon
Genre
Classification APG III (2009)
Arthraxon est un genre de plantes monocotylédones de la famille des Poaceae, sous-famille des Panicoideae, originaire d'Asie, d'Afrique et des îles de l'océan Indien, qui comprend une vingtaine d'espèces acceptées.

## Liste d'espèces
Selon World Checklist of Selected Plant Families (WCSP) (27 mai 2017) :
- Arthraxon antsirabensis A.Camus (1949)
- Arthraxon castratus (Griff.) V.Naray. ex Bor (1940)
- Arthraxon cuspidatus (Hochst. ex A.Rich.) Hochst. ex Hack. (1889)
- Arthraxon depressus Stapf ex C.E.C.Fisch. (1933)
- Arthraxon echinatus (Nees) Hochst. (1856)
- Arthraxon epectinatus B.S.Sun & H.Peng (1991)
- Arthraxon hispidus (Thunb.) Makino (1912)
- Arthraxon inermis Hook.f. (1896)
- Arthraxon jubatus Hack. (1889)
- Arthraxon junnarensis S.K.Jain & Hemadri (1971)
- Arthraxon lanceolatus (Roxb.) Hochst. (1856)
- Arthraxon lancifolius (Trin.) Hochst. (1856)
- Arthraxon meeboldii Stapf (1908)
- Arthraxon microphyllus (Trin.) Hochst. (1856)
- Arthraxon multinervis S.L.Chen & Y.X.Jin, Bull. Bot. Res. (1993)
- Arthraxon nudus (Steud.) Hochst. (1856)
- Arthraxon prionodes (Steud.) Dandy (1956)
- Arthraxon raizadae S.K.Jain, Hemadri & Deshp. (1972)
- Arthraxon santapaui Bor (1951 publ. 1952)
- Arthraxon submuticus (Nees ex Steud.) Hochst. (1856)
- Arthraxon typicus (Buse) Koord. (1911)
- Arthraxon villosus C.E.C.Fisch. (1933)